# (8965) Citrinella
(8965) Citrinella ist ein Asteroid des äußeren Hauptgürtels, der am 24. September 1960 von dem niederländischen Astronomenehepaar Cornelis Johannes van Houten und Ingrid van Houten-Groeneveld entdeckt wurde. Die Entdeckung geschah im Rahmen des Palomar-Leiden-Surveys, bei dem von Tom Gehrels mit dem 120-cm-Oschin-Schmidt-Teleskop des Palomar-Observatoriums aufgenommene Feldplatten an der Universität Leiden durchmustert wurden.
Der Asteroid gehört zur Themis-Familie, einer Gruppe von Asteroiden, die nach (24) Themis benannt wurde. Die zeitlosen (nichtoskulierenden) Bahnelemente von (8965) Citrinella sind fast identisch mit denjenigen der drei kleineren, wenn man von der Absoluten Helligkeit von 14,4, 16,7 und 16,2 gegenüber 13,0 ausgeht, Asteroiden (71725) 2000 HN9, (300212) 2006 WZ153 und (323595) 2004 TB281.
Der mittlere Durchmesser des Asteroiden wurde mit 12,591 (±0,191) km berechnet. Bei mehrfachen Beobachtungen der Lichtkurve in den Jahren 2009, 2015 und 2018 reichte diese nicht zu einer Bestimmung der Rotationsperiode aus.
(8965) Citrinella ist nach der Goldammer benannt, deren wissenschaftlicher Name Emberiza citrinella lautet. Zum Zeitpunkt der Benennung des Asteroiden am 2. Februar 1999 befand sich die Goldammer auf der niederländischen Roten Liste gefährdeter Arten.